# Pedicia brachycera
Pedicia brachycera är en tvåvingeart som beskrevs av Alexander 1933. Pedicia brachycera ingår i släktet Pedicia och familjen hårögonharkrankar. Inga underarter finns listade i Catalogue of Life.